# 筑西広域市町村圏事務組合
筑西広域市町村圏事務組合（ちくせいこういきしちょうそんけんじむくみあい）は、茨城県筑西市、結城市及び桜川市の3市が設立している一部事務組合。

## 概要

### 事務所
- 本部 − 筑西市直井1076
- 筑西遊湯館 − 筑西市下川島471-2
- 県西総合公園 − 筑西市桑山2818
- 環境センター − 筑西市下川島658
- きぬ聖苑 − 筑西市下川島655-1

その他消防本部、消防署

### 主な事務内容
- 広域市町村圏振興計画の策定及び事業の実施並びに連絡調整
- 筑西ふるさと市町村圏計画の策定及び当該計画に基づく事業の実施
- 常備消防
- 小児救急医療
- 一般廃棄物の処分（環境センター）
- 火葬場・斎場施設の設置、管理及び運営（きぬ聖苑）

## 組織
- 組合議会
  - 議員定数：20人（結城市：5人、筑西市：10人、桜川市：5人）
- 執行機関
  - 管理者：1人（関係市の長の互選）
  - 副管理者：2人（関係市の長の互選）
  - 会計管理者：1人（管理者の属する市の会計管理者）
  - 監査委員：2人

## 沿革
- 1969年
  - 9月29日：県知事から広域市町村圏振興整備措置要綱にもとづき、下館地方広域市町村圏設定の通知を受ける。
  - 11月9日：下館地方広域市町村圏協議会を設立
- 1970年
  - 3月23日：広域市町村圏振興整備計画を策定
  - 8月21日︰下館市・結城市・真壁郡関城町・明野町・協和町・真壁町・大和村・西茨城郡岩瀬町の2市5町1村が下館地方広域市町村圏事務組合を設立する。
- 1971年5月25日：組合で共同処理する事務のうち老人休養ホーム及び老人福祉センター“あまびき”を大和村に建設竣工（6月29日営業開始）
- 1972年
  - 3月10日：老人いこいの家を結城市に建設竣工
  - 12月8日：広域消防整備計画を決定
- 1973年
  - 4月1日：下館市消防本部が組合消防に移行し、下館地方広域市町村圏事務組合消防本部が2署（下館消防署・結城消防署）1出張所（川島出張所）体制で発足する。
  - 4月6日：岩瀬消防署・真壁消防署を仮庁舎で開設する。（4署1出張所体制）
  - 10月31日︰下館地方広域市町村圏事務組合を筑西広域市町村圏事務組合に改称する。
- 1974年
  - 5月7日：関城分署・明野分署・協和分署を仮庁舎で開設する。（4署3分署1出張所体制）
  - 7月10日：真壁消防署庁舎が完成する。
  - 8月5日：岩瀬消防署庁舎が完成する。
  - 10月2日：地方自治法の一部改正に伴い、市町村長会議において、複合的事務組合の設置について検討を開始する
- 1975年
  - 4月1日：結城南出張所を開設する。（4署3分署2出張所体制）
  - 4月7日：関城分署庁舎が完成する。
  - 4月12日：明野分署庁舎が完成する。
  - 7月4日：協和分署庁舎が完成する。
- 1976年
  - 1月20日：はしご付消防ポンプ車を下館消防署に配置
  - 1月29日：複合的事務組合への改組について、県地方課と協議
  - 2月27日：筑西衛生組合、筑西火葬場組合の解散、財産処分、筑西広域市町村圏事務組合規約変更等複合事務組合設立に伴う議案を構成市町村に送付
  - 4月14日：各市町村との協議が整い、筑西衛生組合、筑西火葬場組合の解散を届出、併せて筑西広域市町村圏事務組合規約変更許可申請を提出
  - 4月22日：組合規約変更許可
  - 5月1日：筑西衛生組合・筑西火葬場組合を吸収統合する。
  - 7月1日：事務局体制を拡充強化、事務局長のもとに総務、企画調整の2係を置く
- 1977年3月10日：火葬場火葬炉及び煙道を改造
- 1978年
  - 3月25日：清掃処理場のし尿処理施設を改造、1日当りの処理能力を75kℓ分増設、200kℓとする
  - 9月25日：老人福祉センターにレストランを併設、竣工。併せて50t/日の汚水処理施設を完備
- 1979年3月31日：清掃処理場に粗大ごみ処理施設50t/5hを建設竣工
- 1980年
  - 2月1日：火葬場に売店開設
  - 4月1日：清掃処理場を環境センターに名称変更
  - 4月25日：自治省の指導で新筑西広域市町村圏計画の策定に着手
  - 8月1日：150t/16h准連続ごみ焼却施設建設工事（3ヶ年継続事業）に着手
  - 9月9日：老人福祉センター水源設備改造工事竣工
- 1981年
  - 2月20日：組合議会にて昭和65年度を目標年次とする新筑西広域市町村圏計画を議決
  - 3月31日：共同処理する事務に地域職業訓練センターを加えることと副収入役の設置に関する規約の変更を構成市町村の議会で議決、協議が整う
  - 10月29日：地域職業訓練センター落成（業務開始）
  - 12月15日：組合例規集を編集、刊行
- 1982年
  - 1月19日：「組合章」図案を公募
  - 3月13日：「組合章」図案選定審査委員会を開催、入選作品を決定
  - 10月31日：福祉センターにソーラーシステム設置工事竣工
  - 11月30日：150t/16h准連続ごみ焼却施設建設工事竣工
- 1983年
  - 3月31日：火葬場炉改造工事竣工
  - 4月1日：大和分署を開設する。（4署4分署2出張所体制）
- 1985年
  - 4月1日：新筑西広域市町村圏計画後期基本計画策定に着手
  - 6月29日：結城消防署新庁舎が現在地に竣工する。（7月1日　新庁舎で業務開始）
- 1986年
  - 3月29日：新筑西広域市町村圏計画後期基本計画を策定
  - 5月23日：救助艇を結城消防署に配置
- 1987年
  - 1月21日：自治省より地域経済活性化推進事業の指定を受け、活性化計画の策定に着手
  - 3月31日：昭和61年度を初年度とした5ヶ年間の計画を活性化委員会で了承を得る
- 1988年4月1日：一般廃棄物（ごみ）の共同処理する事務に大和村、協和町が加入
- 1989年4月28日：老人いこいの家を結城市に移管
- 1990年
  - 1月30日：県知事より「ふるさと市町村圏」に選定
  - 11月8日：組合議会にて平成12年度を目標年次とする第3次筑西広域市町村圏計画を議決
- 1992年
  - 4月24日：県西総合公園が供用開始
  - 7月14日：「きぬ聖苑」（火葬場）の火葬炉・火入式
- 1993年3月20日：「きぬ聖苑」（斎場）を建設竣工
- 1995年
  - 2月28日：環境センター・し尿処理施設（150kℓ/日）を建設竣工
  - 12月25日：高規格救急車を下館消防署に配置
- 1996年
  - 4月1日：救急救命士の運用開始
  - 5月13日：第３次筑西広域市町村圏計画後期基本計画を策定
- 1999年
  - 3月4日：一般廃棄物（ごみ）の共同処理する事務に岩瀬町が加入
  - 3月23日：消防本部・下館消防署新庁舎が竣工する。（4月1日新庁舎で業務開始）
- 2001年
  - 2月1日：「きぬ聖苑」火葬等電話予約案内システムを供用開始・通夜時の仮眠を開始
  - 3月29日：組合議会において平成22年度を目標年次とする第4次筑西広域市町村圏計画を議決
  - 7月23日：環境センター・リサイクルプラザ（50t/5h）の2ヶ年継続事業に着手（平成14年4月4日工事着手）
- 2002年1月1日：組合ホームページ開設
- 2003年
  - 3月14日：環境センター・ごみ処理施設（240t/24h）並びにリサイクルプラザ（50t/5h）が建設竣工
  - 4月28日：「筑西遊湯館」（総合健康増進施設）が供用開始（3月25日建設竣工）
- 2004年8月1日：つくば市及び筑西広域における小児救急医療事業開始
- 2005年
  - 3月27日︰下館市・関城町・明野町・協和町が合併のため、筑西広域市町村圏事務組合から脱退する。
  - 3月28日︰下館市・関城町・明野町・協和町の新設合併に伴い、筑西市が発足し、筑西広域市町村圏事務組合に加入する。組合構成市町が2市2町1村となる。
  - 4月1日：筑西地域病院群輪番制事業を旧下館市より引き継ぎ、事業開始
  - 9月30日︰岩瀬町・真壁町・大和村が合併のため、筑西広域市町村圏事務組合から脱退する。
  - 10月1日︰岩瀬町・真壁町・大和村の新設合併に伴い、桜川市が発足し、筑西広域市町村圏事務組合に加入する。組合構成市町が3市となる。
- 2008年
  - 2月13日：組合議会において平成29年度を目標年次とする第5次筑西広域市町村圏計画を議決
  - 4月1日：関係市の合併及び高速道路開通に対応するため、下館消防署を筑西消防署に、岩瀬消防署を桜川消防署に改称し、真壁消防署を真壁分署とする。（3署5分署2出張所体制）
  - 5月1日：県西総合公園のターゲットバードゴルフ場が供用開始
- 2009年
  - 3月31日：桜川市(旧真壁町)の一般廃棄物(し尿)の共同処理する事務を筑北環境衛生組合に移行
  - 4月1日：一般廃棄物(し尿)の共同処理する事務に筑西市(旧協和町)が加入
- 2011年3月31日：老人休養ホーム及び老人福祉センター“あまびき”閉館
- 2013年4月1日：筑西地域職業訓練センター指定管理者制度導入
- 2017年12月13日：高度救助隊が発足し、新たに災害対応先端屈折はしご車を配置する。高度救助隊の発足は、茨城県内で6隊目。
- 2018年
  - 3月31日：筑西地域職業訓練センター指定管理者終了
  - 12月21日：筑西消防署川島分署庁舎新築工事（2ヶ年継続事業）に着手
- 2019年3月31日：ふるさと市町村圏事業の廃止
- 2020年7月9日：筑西消防署川島分署を移転開設

## 常備消防事務

### 概要
- 消防本部：筑西市直井1076
- 管内面積：450.97km2
- 職員定数：300人
- 消防署3カ所、分署5カ所、出張所2カ所
- 主力機械（令和元年12月現在）
  - 普通消防ポンプ自動車：5
  - 水槽付消防ポンプ自動車：10
  - はしご付消防自動車：１
  - ﾌﾞｰﾑ付ﾎﾟﾝﾌﾟ車：１
  - 化学消防自動車：1
  - 救急自動車：11
  - 広報車：8
  - 救助工作車：1
  - 救助資器材搭載型水槽付消防ポンプ自動車：2
  - 水槽車：1
  - 搬送車：2
  - 指揮車：1
  - 広報車：9
  - 火災原因調査車：1
  - 連絡車：7

### 組織
- 本部 - 総務課、予防課、警防課、管理統制課
- 消防署 - 管理課、消防課

### 消防署

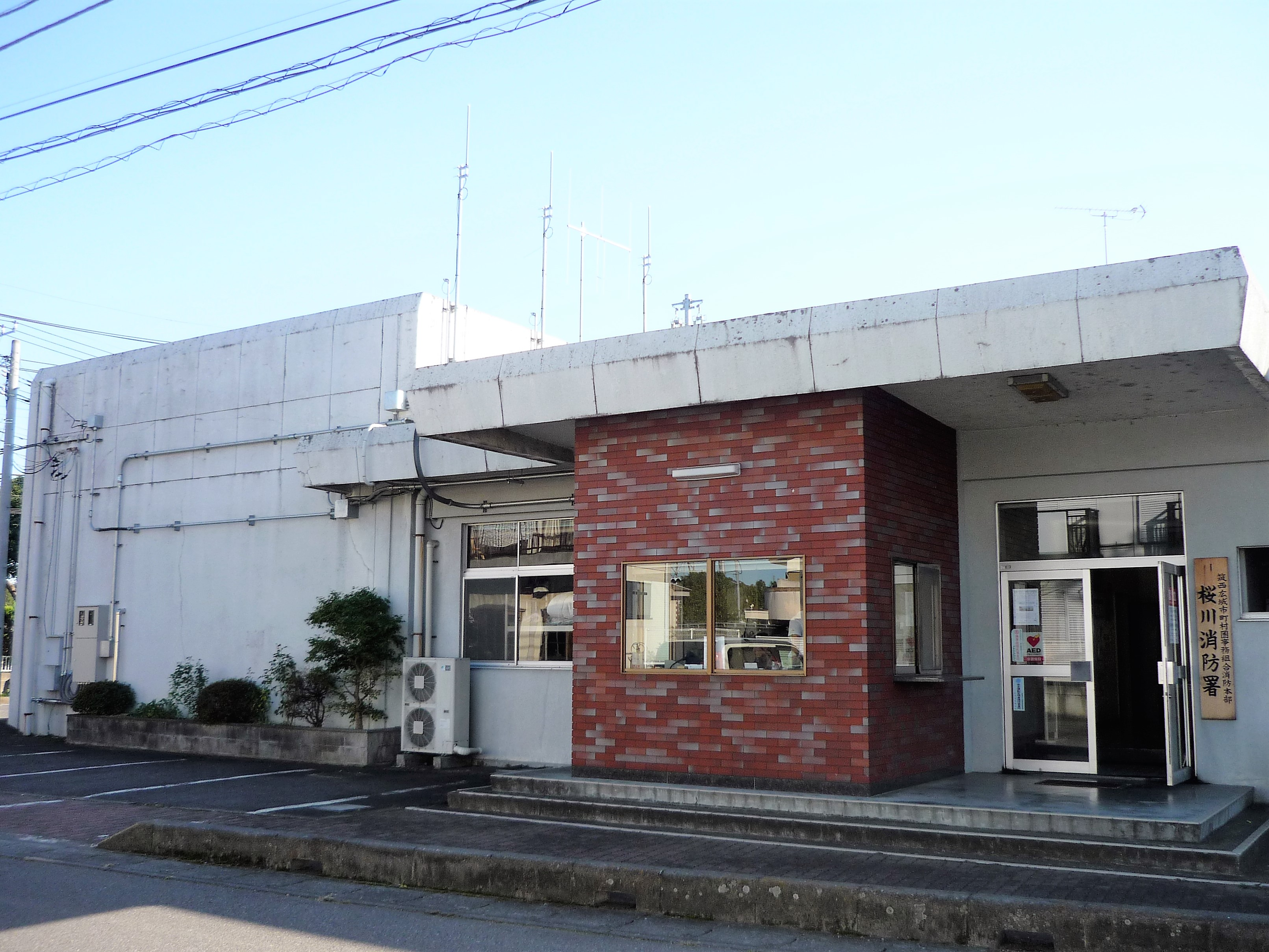
桜川消防署

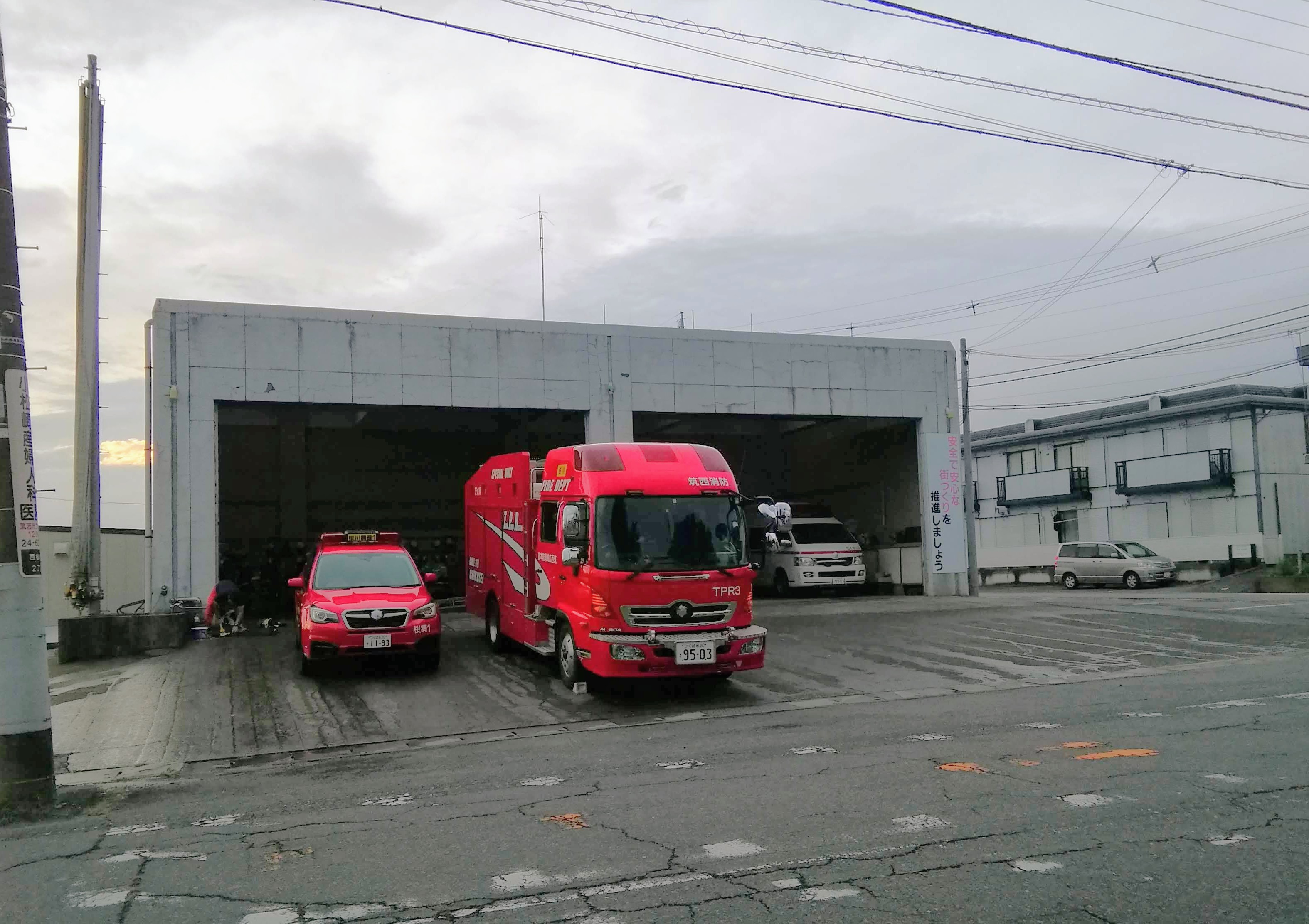
桜川消防署

| 消防署     | 住所              | 分署                                                                 | 出張所                     |
| ---------- | ----------------- | -------------------------------------------------------------------- | -------------------------- |
| 筑西消防署 | 筑西市直井1076    | 関城：筑西市上野1045-1 明野：筑西市倉持1123-1 協和：筑西市門井1976-1 | 川島：筑西市下川島771-1    |
| 結城消防署 | 結城市みどり町2-3 | なし                                                                 | 結城南：結城市大字大木1138 |
| 桜川消防署 | 桜川市西桜川2-29  | 真壁：桜川市真壁町山尾793 大和：桜川市羽田1000                       | なし                       |